# Oxypetalum muticum
Oxypetalum muticum är en oleanderväxtart som beskrevs av Fourn.. Oxypetalum muticum ingår i släktet Oxypetalum och familjen oleanderväxter. Inga underarter finns listade i Catalogue of Life.